# ローマ包囲戦 (537年-538年)
第一次ローマ包囲戦とは、ゴート戦争中、537年3月2日から538年3月12日までに続いた包囲戦であり、ローマに籠城した東ローマ帝国の軍人、ベリサリウスとその配下を、ウィティギス率いる東ゴート王国軍が包囲したことで勃発した。この包囲戦は両者が最初に衝突した戦闘で、ここで結ばれた条約は後々この戦争に大きな影響を与えることとなる。

## 背景
ヴァンダル戦争の成功により再び北アフリカを征服した後、ユスティニアヌス1世はかつての都:ローマ を次の征服地として目を向け始めた。
5世紀後半、イタリア半島は東ゴート王国の支配下にあった。かつて東ゴート王国は東ローマ帝国の宗主権のもとで成り立っていたが、この頃には事実上東ローマ帝国から独立しており、テオドリック大王が亡くなった後、イタリアをまとめる指導者が不在となったためにイタリアは混乱の渦に巻き込まれていた。この情勢を見たユスティニアヌス1世はイタリアに干渉する良い機会と判断し、イタリア征服に向けた準備を進めることとなる。
535年、東ローマの将軍ムンダスはダルマチアに侵攻、ベリサリウスは兵7500人を率いてシチリアを容易く奪取した。シチリアを拠点として、翌年、ベリサリウスはイタリア南部の都市レッジョ・ディ・カラブリアに進軍。ナポリ包囲戦 (536年)を経て、11月初め頃にナポリを略奪した。ナポリが陥落した後、有効な手をうち東ローマに反撃しようとしない、自らの王ウィティギスに失望した東ゴートの民衆は会議を開き、テオダハドを新たな王に選出。しかしローマからラヴェンナへと逃亡していたテオダハドはウィティギスから送られた刺客により暗殺される。ウィティギスはその後ローマにて部族会議を開催し、会議においては、ローマ軍との突発的な戦闘を避けるとともに、イタリア北部に駐屯する東ゴート軍主力部隊が集結するまで待つことに決定。会議が終わるとウィティギスはローマに精強な守備兵4000人を残し、ラヴェンナに撤退した。
しかしローマ市民はベリサリウスを強く慕っており、また、ローマ軍が行ったナポリ略奪の悲惨さを知っていたために、そのローマ軍により包囲される可能性もある選択肢、つまり東ゴート側につくことを嫌がり、ローマ教皇シルウェリウス、有力なローマ市民の名代としてベリサリウスに使節団を派遣する。ローマを守備する東ゴート守備兵は、ローマ市民の非協力的行動などからローマ市民が裏切ろうとしていることを察知したものの、兵力不足により為すすべがなかった。
それゆえ、536年12月9日、ベリサリウスはアジナリア門から5000人の兵を引き連れてローマに入城することができ、それと同時に、東ゴート守備隊はポポロ門からローマから撤退し、ラヴェンナに向けて北進した。これから約60年間、東ローマ帝国は再びローマを手中に治め続けることになる。

## 攻城戦

### 初期戦
ベリサリウスは少数の兵しか率いておらず、さらに、東ゴート軍主力部隊が東ローマ軍を大きく上回る兵力にまで膨れあがっていたため、続けてラヴェンナに向けて北進することは不可能だった。そのため東ローマ軍は北進をせずに、ローマ市内に駐屯し、予期せぬ襲撃に備えた。
ベリサリウスは東ローマ軍本営をピンチョの丘(ローマ北部の近郊)に設置し、ローマの城壁を修復した。防御用の溝はより外側に掘り直し、サンタンジェロ城の防御性能を強化し、テヴェレ川をは鎖により封鎖した。この作業のために多くのローマ市民が徴用され、多くの物質(武器や兵糧)がローマ市内に貯蓄された。このために、ローマ市民は包囲戦を避けるためにベリサリウスに降伏したのにもかかわらず、東ゴート軍によるローマ包囲は避けられないと理解し、東ローマに対する反感は日に日に増していった。
　
そんななか東ゴート軍はローマに向けて進軍し、東ローマ軍守備隊が放棄したPonte Salario 橋を無傷で通過した。　翌日、ベリサリウス率いる一隊がPonte Salario橋に差し掛かったところ、東ゴート軍が橋を要塞化して待ち構えているのを視認。ベリサリウスは自身の軍団に防御体制をとらせておらず、予期せぬ襲撃に両者は混戦になった。双方ともに多大な被害を被り、両者は撤退した。　